# Pergularia daemia
Pergularia daemia es una especie de enredadera perenne, híspida de la familia Apocynaceae, con un amplio rango de distribución por los trópicos y subtrópicos del Viejo Mundo. Se ha utilizado tradicionalmente para tratar varias dolencias.

## Descripción
Las hojas opuestas y ampliamente ovadas a suborbiculares son de tamaño muy variable, con pecíolos de longitud variable. Las hojas son casi glabras por arriba y aterciopeladas por debajo.
En el hemisferio norte, florece desde mediados a fines del invierno, y se presentan en cimas laterales. La corola de la flor forma un tubo amarillo verdoso o blanco opaco. El fruto madura después de 13 a 14 meses cuando desprenden semillas ovaladas recubiertas de pelillos aterciopleados.

## Hábitat y distribución
Crece en la península de Malasia, Burma, India, Sri Lanka, Pakistan, Afganistán hasta Arabia y Egipto hasta el centro y sur de África. Se la encuentra a la vera de los caminos, en bosques o junto a franjas de bosque ripario.

## Propiedades fitoquímicas
Terpenoides, flavonoides, esteroles y cardenolides son algunos de los químicos que han sido aislados de las hojas, tallos, brotes, semillas o frutos. Ha sido utilizada tradicionalmente como antihelmíntico, laxante, antipirético y expectorante, además de servir para tratar la diarrea infantil, fiebres intermitentes por malaria, dolor de muelas y resfriados. Los estudios han demostrado que sus partes aéreas poseen propiedades como hepatoprotector, antifertilidad, antidiabético, analgésico, antipirético y antiinflamatorio.

## Planta huésped
Las larvas de la mariposa monarca africana (Danaus chrysippus aegyptius) se alimenta de esta planta.